# Eva Olsson
Eva Birgitta Olsson (ur. 2 września 1951 w Sztokholmie) – szwedzka biegaczka narciarska, zawodniczka klubu Delsbo IF.
W 1972 roku wzięła udział w igrzyskach olimpijskich w Sapporo, zajmują ósme miejsce w sztafecie, 15. miejsce w biegu na 5 km i 23. miejsce w biegu na 10 km. Na rozgrywanych cztery lata później igrzyskach w Innsbrucku była piąta w biegach na 5 i 10 km oraz czwarta w sztafecie. Brała też udział w igrzyskach olimpijskich w Lake Placid w 1980 roku, gdzie była szósta w sztafecie, dziesiąta w biegu na 10 km i jedenasta w biegu na 5 km. Wystąpiła również między innymi na mistrzostwach świata w Lahti w 1978 roku, zajmując siódme miejsce na dystansie 20 km i czwarte w sztafecie.
Nigdy nie wystąpiła w zawodach Pucharu Świata.

## Osiągnięcia

### Igrzyska olimpijskie
| Miejsce | Dzień     | Rok  | Miejscowość | Konkurencja             | Czas biegu | Strata   | Zwyciężczyni     |
| ------- | --------- | ---- | ----------- | ----------------------- | ---------- | -------- | ---------------- |
| 23.     | 6 lutego  | 1972 | Sapporo     | 10 km stylem klasycznym | 34:17,82   | +2:28,70 | Galina Kułakowa  |
| 15.     | 9 lutego  | 1972 | Sapporo     | 5 km stylem klasycznym  | 30:13,41   | +46,20   | Galina Kułakowa  |
| 8.      | 12 lutego | 1972 | Sapporo     | Sztafeta 3 × 5 km       | 48:46,15   | +3:35,7  | ZSRR             |
| 5.      | 7 lutego  | 1976 | Innsbruck   | 5 km stylem klasycznym  | 15:48,69   | +38,46   | Helena Takalo    |
| 5.      | 10 lutego | 1976 | Innsbruck   | 10 km stylem klasycznym | 30:13,41   | +55,31   | Raisa Smietanina |
| 4.      | 12 lutego | 1976 | Innsbruck   | Sztafeta 4 × 5 km       | 1:07:49,75 | +2:24,93 | ZSRR             |
| 12.     | 15 lutego | 1980 | Lake Placid | 5 km stylem klasycznym  | 15:06,92   | +41,67   | Raisa Smietanina |
| 10.     | 18 lutego | 1980 | Lake Placid | 10 km stylem klasycznym | 30:31,54   | +1:03,96 | Barbara Petzold  |
| 6.      | 21 lutego | 1980 | Lake Placid | Sztafeta 4 × 5 km       | 1:02:11,10 | +3:05,22 | NRD              |

### Mistrzostwa świata
| Miejsce | Dzień     | Rok  | Miejscowość | Konkurencja             | Czas biegu | Strata   | Zwyciężczyni    |
| ------- | --------- | ---- | ----------- | ----------------------- | ---------- | -------- | --------------- |
| 26.     | 20 lutego | 1974 | Falun       | 10 km stylem klasycznym | 31:25,78   | ?        | Galina Kułakowa |
| 12.     | 18 lutego | 1978 | Lahti       | 10 km stylem klasycznym | 37:01,72   | +1:16,10 | Zinaida Amosowa |
| 8.      | 20 lutego | 1978 | Lahti       | 5 km stylem klasycznym  | 18:53,50   | +30,50   | Helena Takalo   |
| 4.      | 22 lutego | 1978 | Lahti       | Sztafeta 4 × 5 km       | 1:13:25,08 | +1:31,07 | Finlandia       |
| 7.      | 25 lutego | 1978 | Lahti       | 20 km stylem klasycznym | 1:13:00,85 | +2:26,49 | Zinaida Amosowa |